# Lupu (okręg Alba)
Lupu – wieś w Rumunii, w okręgu Alba, w gminie Cergău. W 2011 roku liczyła 228 mieszkańców.